# Ману, Савел
Савел Ману (рум. Savel Manu; 1824, Ботошани — 1905) — румынский политический, государственный и военный деятель XIX века, генерал, военный министр Соединённых княжеств Молдавии и Валахии (12 апреля 1864 — 29 января 1866) при Александру Ионе Куза.
Активный борец за объединение Дунайских княжеств. Был главнокомандующим Молдавской армией (1864 г.).
Умер слепым.